# Naknek
Naknek (Central Yupik: Nakniq) er en bebyggelse (et folktællingsudpeget sted, census-designated place, CDP) beliggende i og administrationsted for Bristol Bay Borough i den amerikanske stat Alaska. Efter 2020-folketællingen var befolkningen 470, et fald fra 544 i 2010.
Naknek ligger på den nordlige bred af Naknek River, tæt på hvor floden løber ind i Kvichak Bay-armen af den nordøstlige ende af Bristol Bay. South Naknek ligger på den anden side af floden.

## Historie
Kaptajn Vasiliav fra den kejserlige russiske flåde rapporterede en indfødt landsby her omkring 1821, navngive den "Naugiek". Løjtnant Sarichev, også fra IRN, opførte det som "Naugvik" i 1826, mens kaptajn Tebenkov, også fra den russiske flåde, stavede det "Naknek" i 1852. Fort Surarov eller "Sowaroff"  blev bygget i nærheden, hvis ikke på dette sted. Naknek-postkontoret blev etableret i 1907.

## Galleri
- Husbådene (scow-house) bringes hjem i slutningen af Alaska Packers Associations konservessæson i Naknek, august 1906
- Boliger i Naknek i 1917, foto af John Nathan Cobb
- Afslutningen af fiskesæsonen ved APA konservesfabrik, Naknek, 1906
- Børn i Naknek, 1917
- Fiskebåde 2011

## Demografi
Fra folketællingen i 2000 var der 678 mennesker, 247 husstande og 162 familier bosat i bebyggelsen. Befolkningstætheden var 3,1 personer/km2 . Der var 455 boligenheder. Sammensætningen var 49,47% hvide, 2,00% sorte eller afroamerikanere, 45,28% indianere, 0,15% asiatiske, 0,74% stillehavsøboer og 2,36% fra to eller flere racer. 0,29% af befolkningen var latinamerikanske eller af spansk afstamning.

## Uddannelse
Naknek hører under Bristol Bay Borough School District. Naknek Elementary og Bristol Bay Middle/High School har til huse i samme bygning og har omkring 100 elever.